# GMT+7:20

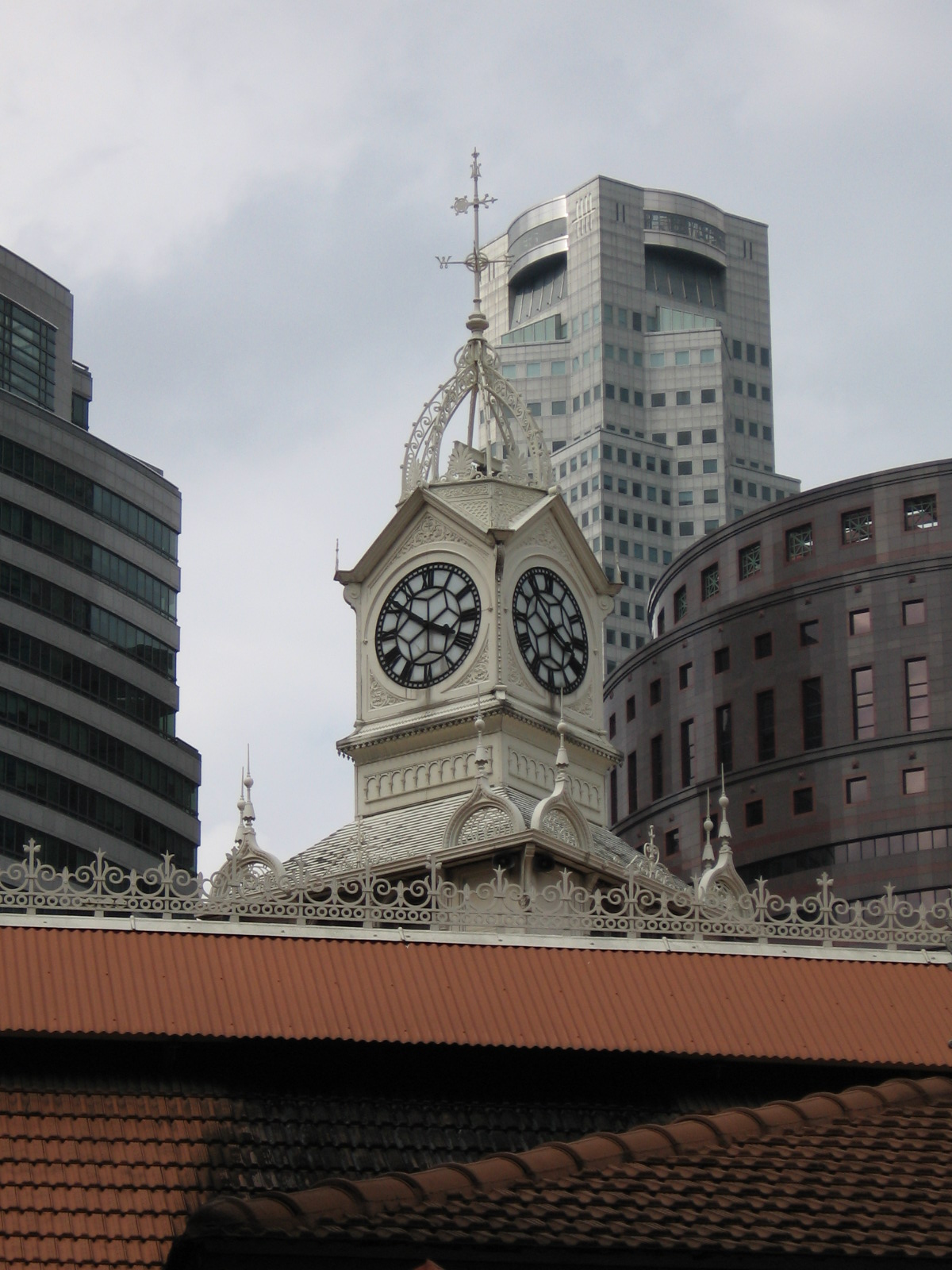
L'horloge du vieux marché de Lau Pa Sat (1894).

GMT+7:20 est un fuseau horaire qui a existé à Singapour et dans l'Ouest de la Malaisie entre 1933 et 1941.
Il s'agissait d'une heure d'été, en avance de 7 h 20 min par rapport à GMT.
Les régions concernées passèrent le 1er septembre 1941 à GMT+7:30 pour l'heure d'été.